# Бір-Тавіль

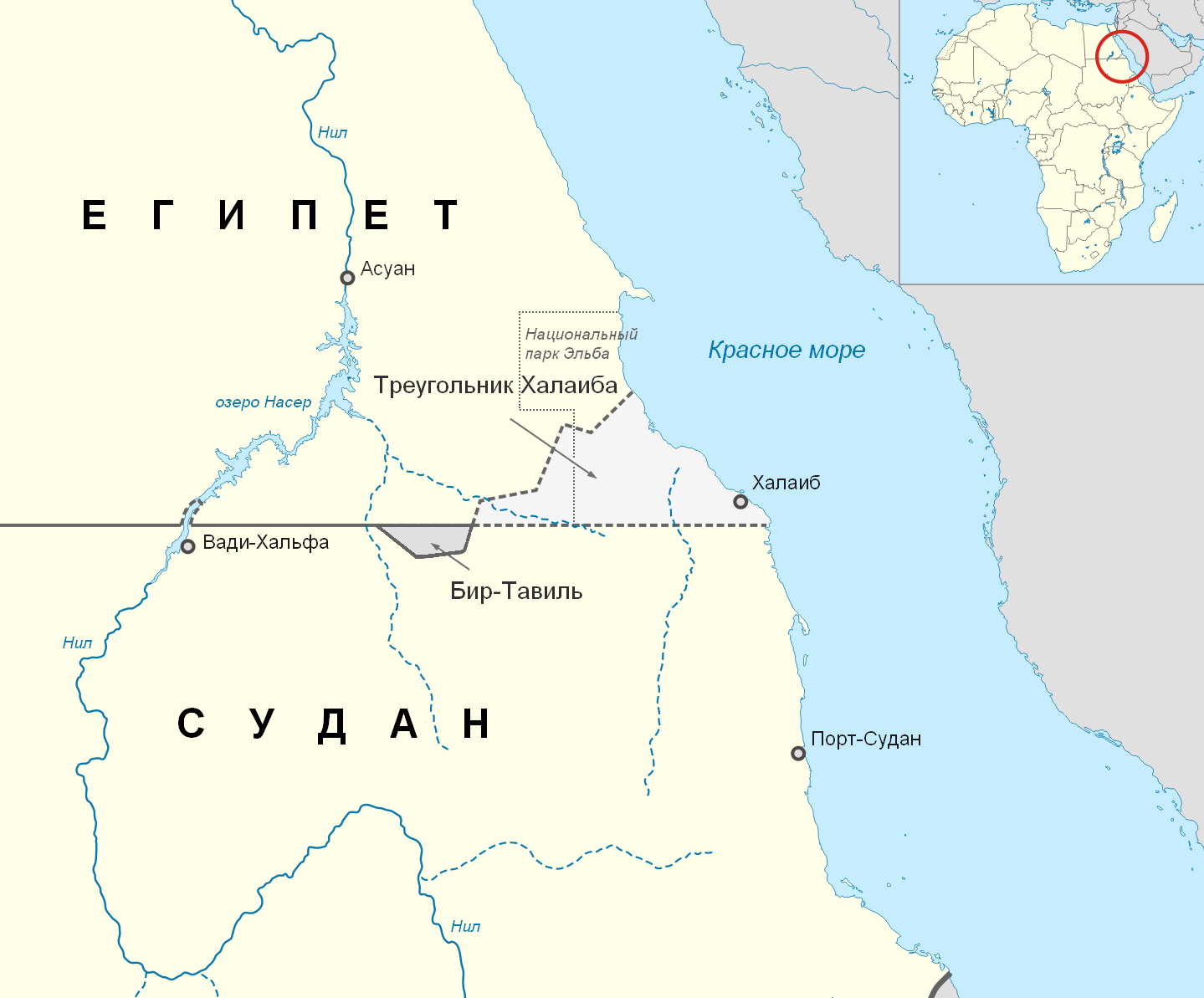
Бір-Тавіль

Бір-Тавіль (араб. بيرطويل «криниця, джерело води») — територія, що межує на півночі з Єгиптом, а на заході, півдні та сході — з Суданом. Обидві країни відмовляються від своїх претензій на Бір-Тавіль, і таким чином він є terra nullius — «нічийною територією» (окрім того, єдиною територією суходолу, на яку не претендує жодна держава, є Земля Мері Берд).
Бір-Тавіль має форму чотирикутника, але, не зважаючи на це, іноді позначається як «трикутник Бір-Тавіль».

## Історія

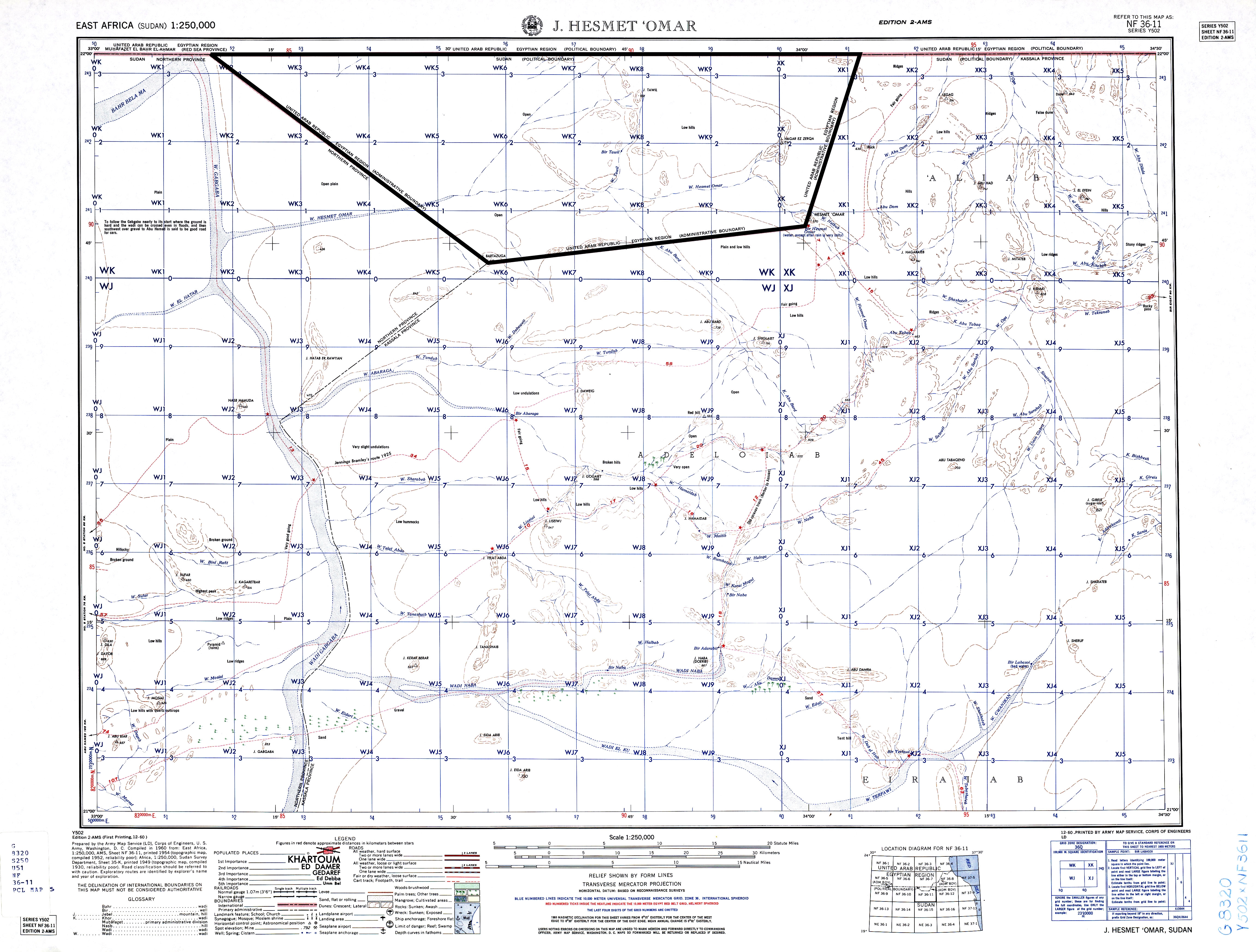
Бір-Тавіль на американській військовій топографічній мапі 1960

За угодою 1899 про англо-єгипетський кондомініум у Судані, кордон між Єгиптом і Суданом пролягає по 22-й паралелі. Однак 1902 Британія запровадила новий «адміністративний кордон», незалежно від «політичного кордону», внаслідок чого Халаїбський трикутник було передано під керівництво Судану. Одночасно з цим Бір-Тавіль передали під керівництво Єгипту, оскільки його територія використовується як пасовиська представниками народу абабде, що мешкають поблизу Асуана.
Після здобуття обома державами незалежності, Халаїбський трикутник залишився під контролем Судану, а Бір-Тавіль — під єгипетським керівництвом. 1 лютого 1958 Єгипет зажадав від Судану повернення до кордонів 1899 та передачі Халаїбського трикутника, натомість відмовившись від значно менш значущої території — Бір-Тавіль. Судан не погодився поступитись трикутником і досі визнає кордон 1902. Так виникла унікальна ситуація, коли обидві країни не вважають його своєю територією.

## Географія
Загальна площа території становить 2060 км², протяжність з заходу на схід коливається від 95 км на півночі до 46 км на півдні, протяжність з півночі на південь — від 26 до 31 км. У північній частині Бір-Тавіля височіє гора Тавіль заввишки 459 метрів, у східній — гора Хазар-аз-Зарка (662 метри), у південній — ваді Тавіль. Стале населення відсутнє.

## Віртуальні держави

### Королівство Північний Судан
«Королівство Північний Судан» (англ. Kingdom of North Sudan) — віртуальна держава на території регіону Бір-Тавіль. Була проголошена громадянином США з міста Абінгдон (штат Вірджинія) Джеремією Хітоном 16 червня 2014 року. Свою 7-річну доньку Емілі Єремія оголосив «принцесою» королівства.
У 2013 році дочка Хітона Емілі запитала, чи може вона бути «справжньою принцесою». Містер Хітон, батько трьох дітей, який працює у видобутку корисних копалин, вирішив створити для неї «королівство». 16 червня 2014 року Хітон приїхав до Бір-Тавілю, встановив прапор і заявив, що регіон є незалежною державою під назвою «Королівство Північний Судан». Він заявив журналістам, що має намір домагатися офіційного визнання від Єгипту та Судану.

### Королівство Середзем'я
На цій території проголосив свою віртуальну державу російський бізнесмен Дмитро Жихарев, назвавши свою державу «Королівство Середзем'я» і оголосив себе королем.